# Hotel Crowne Plaza Managua

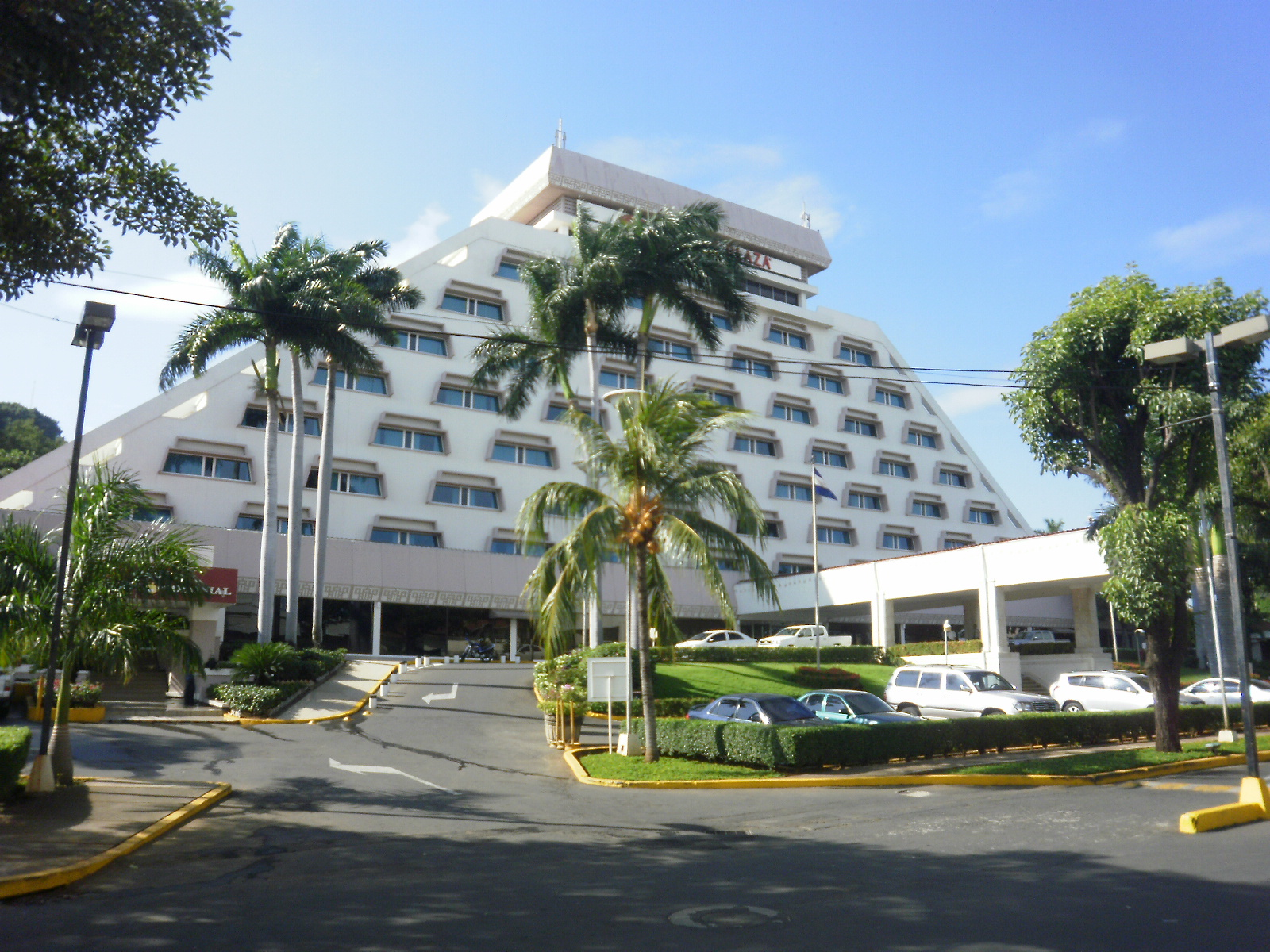
Hotel Crowne Plaza Managua

Das Hotel Crowne Plaza Managua ist ein Vier-Sterne-Hotel der InterContinental Hotels Group im historischen Zentrum von Managua und wurde 1969 als Hotel Intercontinental Managua erbaut. 1992 erhielt es den heutigen Namen, wird aber populär immer noch als El Inter bezeichnet. Das Aussehen ähnelt einer Maya-Tempelpyramide, was es bis heute zu einem der originellsten und auffälligsten Gebäude Managuas macht. Es befindet sich an der Avenida Simón Bolívar, Einmündung Octava Calle Suroeste 101 Managua.

## Ausstattung, Service
Das Crowne Plaza Managua besitzt auf 9 Etagen 140 Zimmer und Suiten, die alle einen Blick auf den Managuasee bieten. Es gibt mehrere Restaurants mit internationaler und japanischer Küche, eine Bar, ein Schwimmbad, eine Wäscherei, Internetanschlüsse, eine 24-Stunden-Rezeption und einen Privatparkplatz.

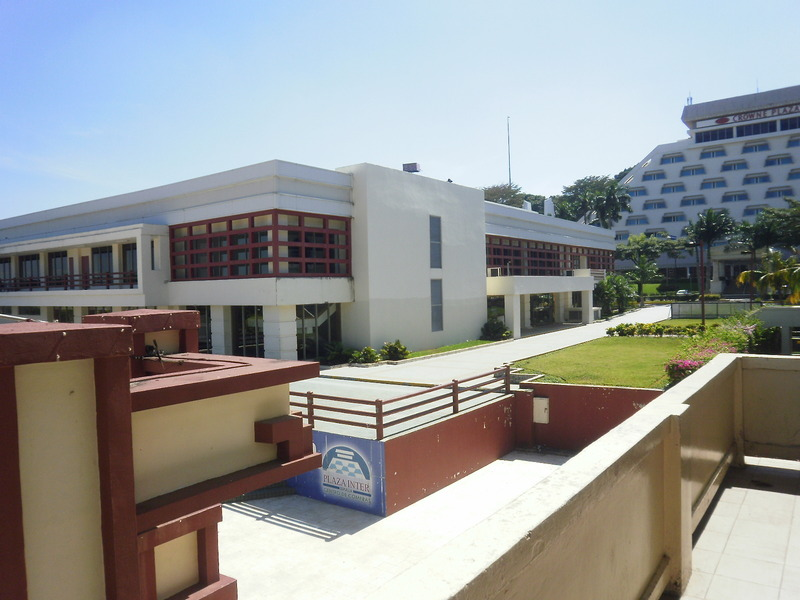
Plaza Inter Managua Third Floor

Seit Dezember 1998 befindet sich vor dem Hotel das Geschäftszentrum Plaza Inter, das auf vier Etagen 65 Geschäfte und Dienstleistungsunternehmen beherbergt wie das Kinozentrum „Cinemas Inter 8“ mit acht Kinosälen und gut ein Dutzend Restaurants, darunter Subway, McDonald’s, Pollo Campero und Burger King. In unmittelbarer Nähe des Hotels befindet sich weiterhin das Centro de Convenciones, in dem Kongresse durchgeführt werden können.

## Geschichte

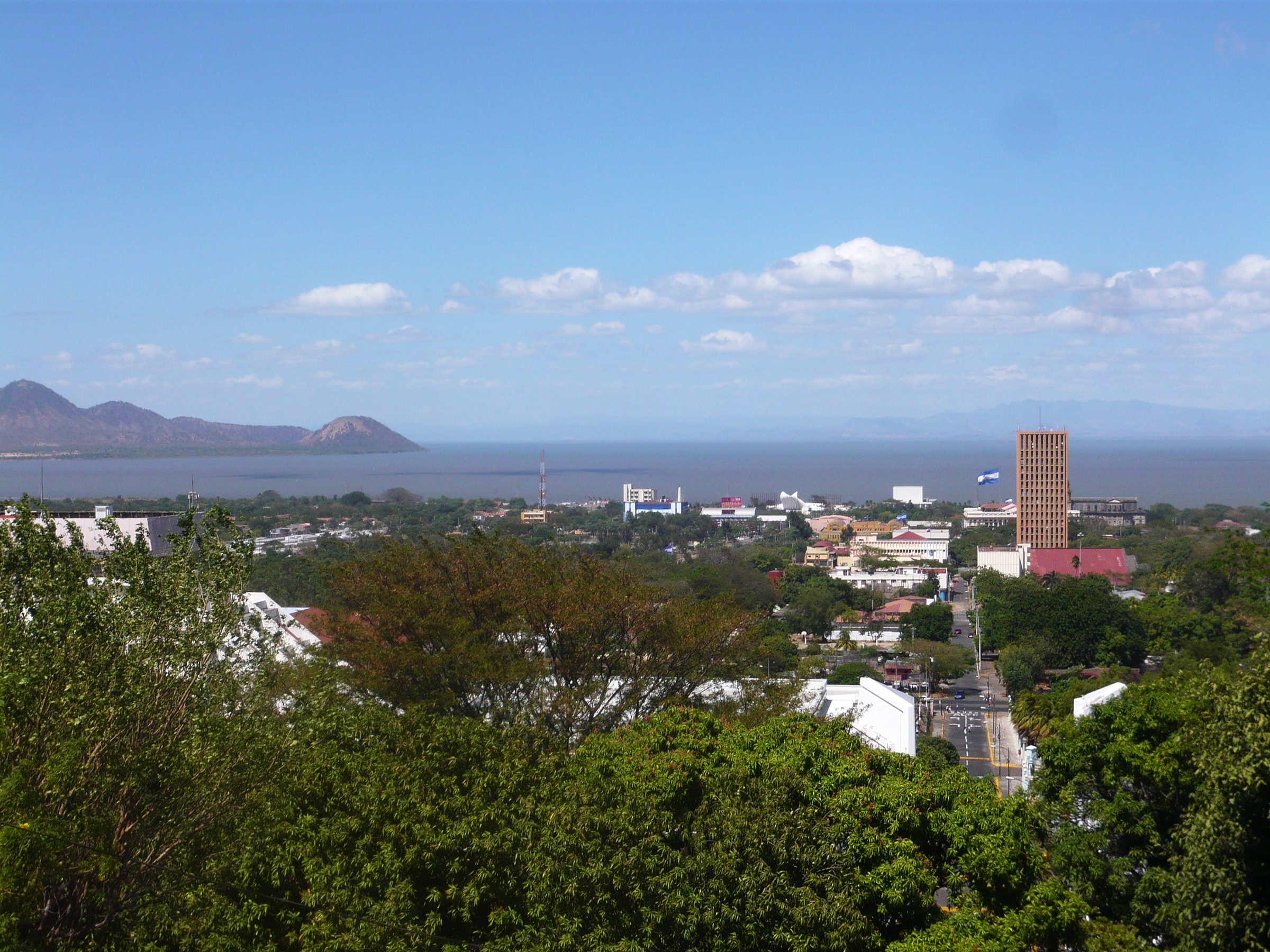
Managua

Das Gebäude wurde 1969 von dem US-amerikanischen Architekten Neal Prince (geb. 1921) analog zu einer Maya-Tempelpyramide entworfen. Das Hotel liegt am Fuß des La Loma-Hügels mit direktem Blick auf den Managuasee. Bis zum Erdbeben am 23. Dezember 1972, das die Altstadt Managuas praktisch vollständig zerstörte, war das Hotel direkt an das Zentrum der Hauptstadt angebunden. Da das alte Zentrum danach nicht wieder bebaut wurde, lag das Hotel anschließend etwas isoliert, befand sich aber immer noch in der Nähe der wichtigsten Regierungsdienststellen sowie der Hauptpost.
Prominentester Gast war der US-amerikanische Milliardär Howard Hughes, der das Hotel bis zum Erdbeben mehrere Monate lang bewohnte. Hughes hatte die gesamte 7. Etage einschließlich der Präsidenten-Suite (heute Darío-Suite, benannt nach Rubén Darío) für sich selbst sowie Teile der 6. und 8. Etage für seine Angestellten gemietet. Hughes verließ Nicaragua unmittelbar nach dem Erdbeben. Das Gebäude wurde durch das Beben offensichtlich nur gering beschädigt.
Während der nicaraguanischen Revolution 1978/79 war das Interconti der Hauptsitz der internationalen Presse, da es über ausgezeichnete Kommunikationsmöglichkeiten verfügte und überdies in unmittelbarer Nähe zu den wichtigsten Regierungsgebäuden lag. Diese Funktion behielt das Hotel quasi den gesamten Contra-Krieg in den 1980er Jahren über bei. Am 16. Februar 1991 wurde auf dem Parkplatz vor dem Hotel der frühere militärische Führer der Contras, Enrique Bermúdez, erschossen, nachdem er sich vorher im Hotel aufgehalten hatte; die Tat ist bis heute (2014) nicht aufgeklärt.

## Trivia
Sowohl Roger Spottiswoodes Spielfilm Under Fire (USA 1983) als auch der Malko-Roman Waffen für Nicaragua von Gérard de Villiers (Hamburg 1980, Französische Originalausgabe Croisade à Nicaragua, Paris 1980, spanische Ausgabe Cruzada en Nicaragua, Barcelona 1980) spielen teilweise im Interconti. Da Under Fire in Mexiko gedreht wurde, diente ein dortiges Hotel als Requisite.